# Schlacht von Alexin
Die Schlacht bei Alexin war eine Schlacht im Jahr 1472, die nach Ansicht von manchen Historikern das Ende der Tatarenherrschaft über Russland markierte, acht Jahre vor dem Stehen an der Ugra.
Akhmat Khan, der Khan der Großen Horde, war durch das Erstarken des tributpflichtigen Großfürstentums Moskau beunruhigt, insbesondere durch den Sieg Iwans III. über Nowgorod und dessen Politik der „Sammlung der russischen Erde“. Er unternahm daher einen Feldzug gegen Moskau. Die Russen erwarteten ihn an der Oka bei Kolomna, um den Fluss als natürlichen Schutz zu nutzen. Akhmat Khan wollte den Fluss allerdings weiter stromaufwärts überqueren und griff die Stadt Alexin an. Die kleine Festung verteidigte sich tapfer und gewann wertvolle Zeit, so dass das Heer Iwans III. zum Ort der geplanten Flussüberquerung eilen konnte. Das am südlichen rechten Oka-Ufer liegende Alexin konnte nicht gerettet werden und wurde von den Tataren nach mehreren Tagen eingenommen und zerstört. Allerdings scheiterten im Anschluss zwei Überquerungsversuche, da das russische Heer am gegenüberliegenden Ufer den Tataren große Verluste beibrachte. Schließlich musste Akhmat Khan seinen Feldzug abbrechen.

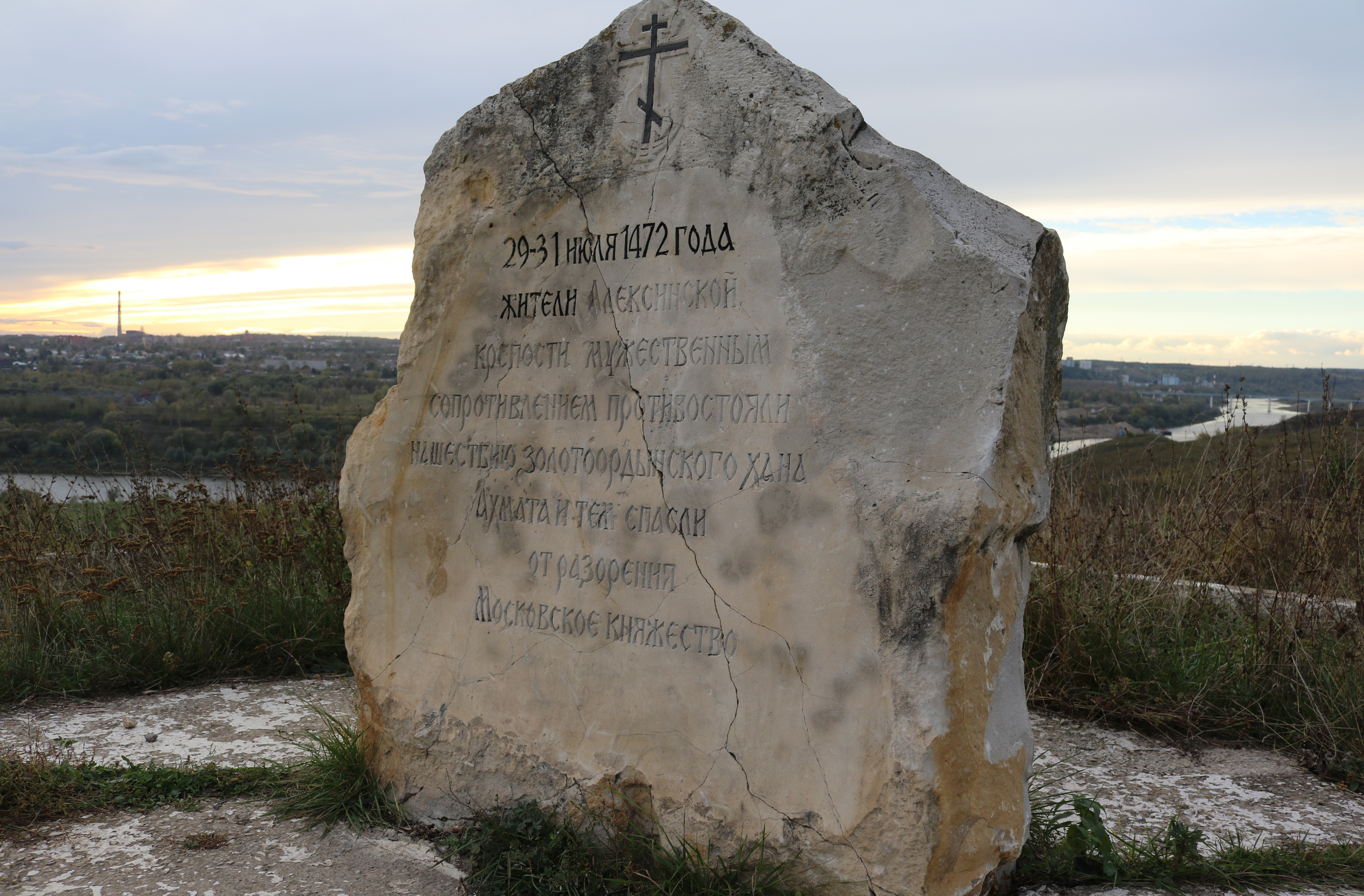
Ein Erinnerungsstein bei Alexin

Im Jahr 1480 wiederholte Akhmat Khan seinen Feldzug, der im Stehen an der Ugra mündete und ähnlich wie der Feldzug 1472 abgebrochen werden musste. Traditionell wird das Stehen an der Ugra als das Ende der Tatarenherrschaft angesehen. Allerdings gibt es zahlreiche Hinweise darauf, dass 1480 lediglich der bereits bestehende neue Status quo verteidigt wurde. So sprechen Chroniken davon, dass Akhmat Khan von Iwan III. 1480 die Nachzahlung der Tributschulden für mehrere Jahre forderte, was dafür spricht, dass die Tributzahlungen bereits nach der Schlacht von Alexin eingestellt wurden. Außerdem schrieb der polnische Chronist Jan Długosz, der bereits vor dem Stehen an der Ugra 1480 verstarb, über Iwan III., dass dieser das Barbarenjoch abgeworfen hat.